# Узун Микола Іванович
Микола Іванович Узун (7 травня 1938, село Паркани, тепер Слободзейського району, Молдова — 22 грудня 2020, місто Кишинів, Молдова) — молдавський радянський діяч, міністр будівництва Молдавської РСР, голова Кишинівського міськвиконкому. Член ЦК КП Молдавії в 1976—1990 роках. Депутат Верховної Ради Молдавської РСР 10—11-го скликань.

## Біографія
Народився в селянській родині.
У 1960 році закінчив Одеський інженерно-будівельний інститут.
У 1960—1962 роках — майстер, інженер, старший інженер виробничо-технічного відділу, начальник цеху Бендерського заводу «Буддеталь» Молдавської РСР.
У 1962—1964 роках — головний інженер, у 1964—1968 роках — директор Бендерського заводу залізобетонних виробів Молдавської РСР.
Член КПРС з 1965 року.
У 1968—1970 роках — директор Варницького заводу залізобетонних виробів та великопанельного домобудування № 3 Молдавської РСР.
У 1970—1973 роках — секретар Бендерського міського комітету КП Молдавії.
У 1973—1974 роках — заступник завідувача відділу будівництва та міського господарства ЦК КП Молдавії.
У 1974—1976 роках — секретар Кишинівського міського комітету КП Молдавії.
У 1976—1981 роках — голова виконавчого комітету Кишинівської міської ради народних депутатів.
8 січня 1981 — 4 листопада 1986 року — міністр будівництва Молдавської РСР.
Подальша доля невідома. Помер 22 грудня 2020 року в місті Кишиневі.

## Нагороди
- орден Трудового Червоного Прапора
- орден Дружби народів (15.04.1981)
- орден «Знак Пошани»
- медалі